# Collegno
Collegno is een gemeente in de Italiaanse provincie Turijn (regio Piëmont) en telt 49.634 inwoners (31-12-2004). De oppervlakte bedraagt 18,1 km², de bevolkingsdichtheid is 2742 inwoners per km².

## Demografie
Collegno telt ongeveer 20918 huishoudens. Het aantal inwoners daalde in de periode 1991-2001 met 1,1% volgens cijfers uit de tienjaarlijkse volkstellingen van ISTAT.
| Jaar | Inwoneraantal |
| ---- | ------------- |
| 1991 | 47.161        |
| 2001 | 46.641        |

## Geografie
Collegno grenst aan de volgende gemeenten: Druento, Venaria Reale, Torino, Pianezza, Rivoli, Grugliasco.

## Galerij

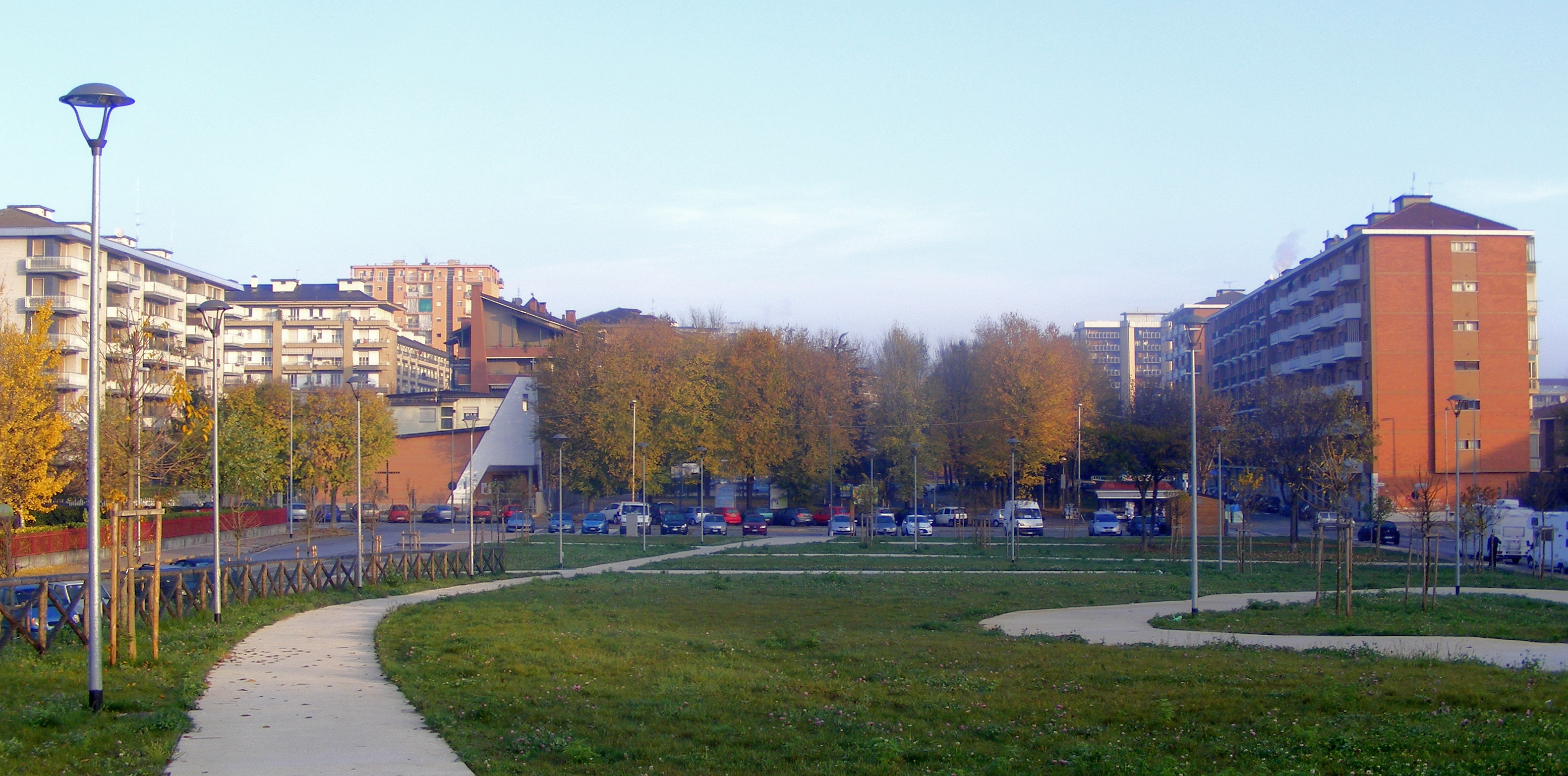
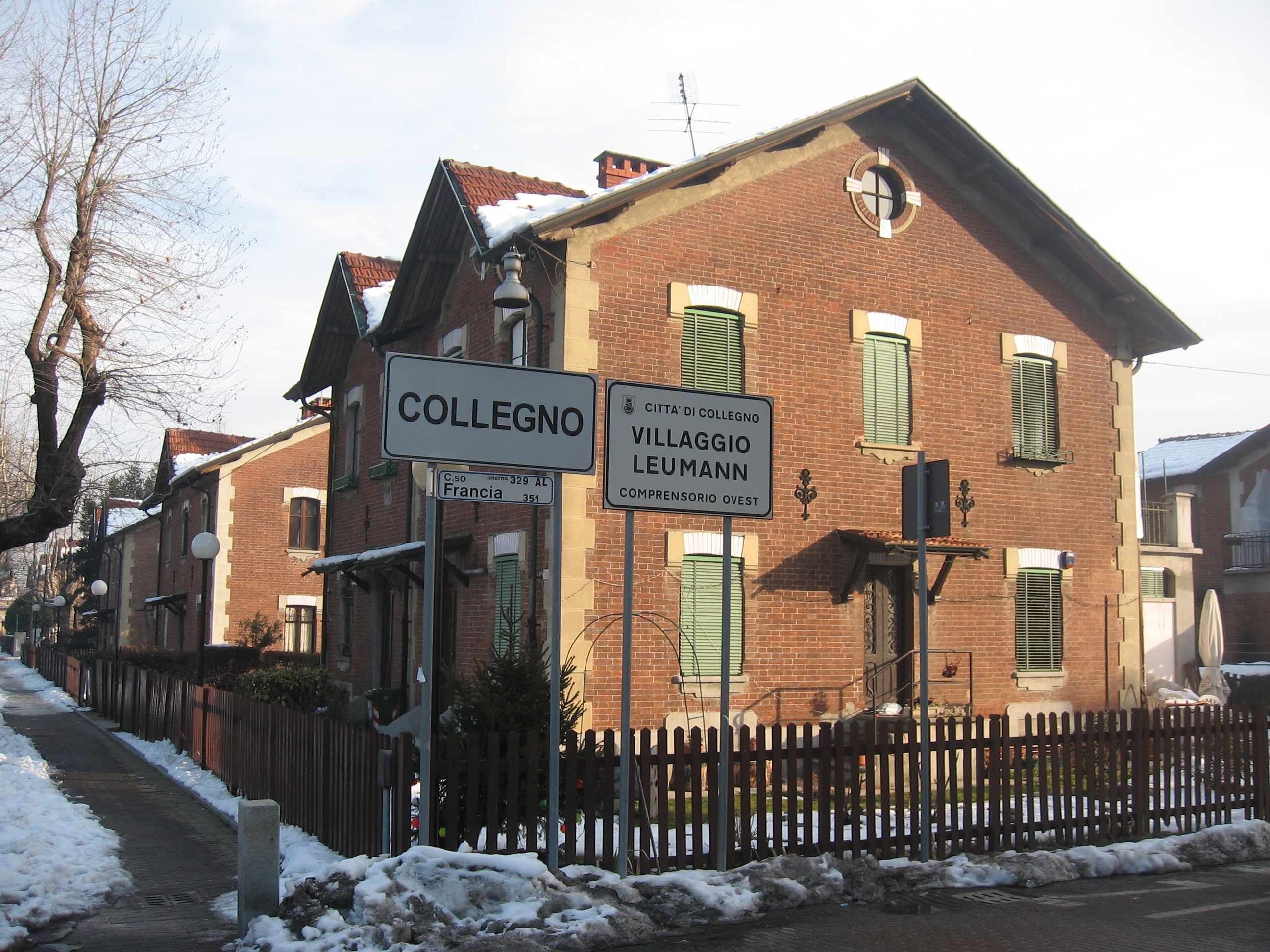
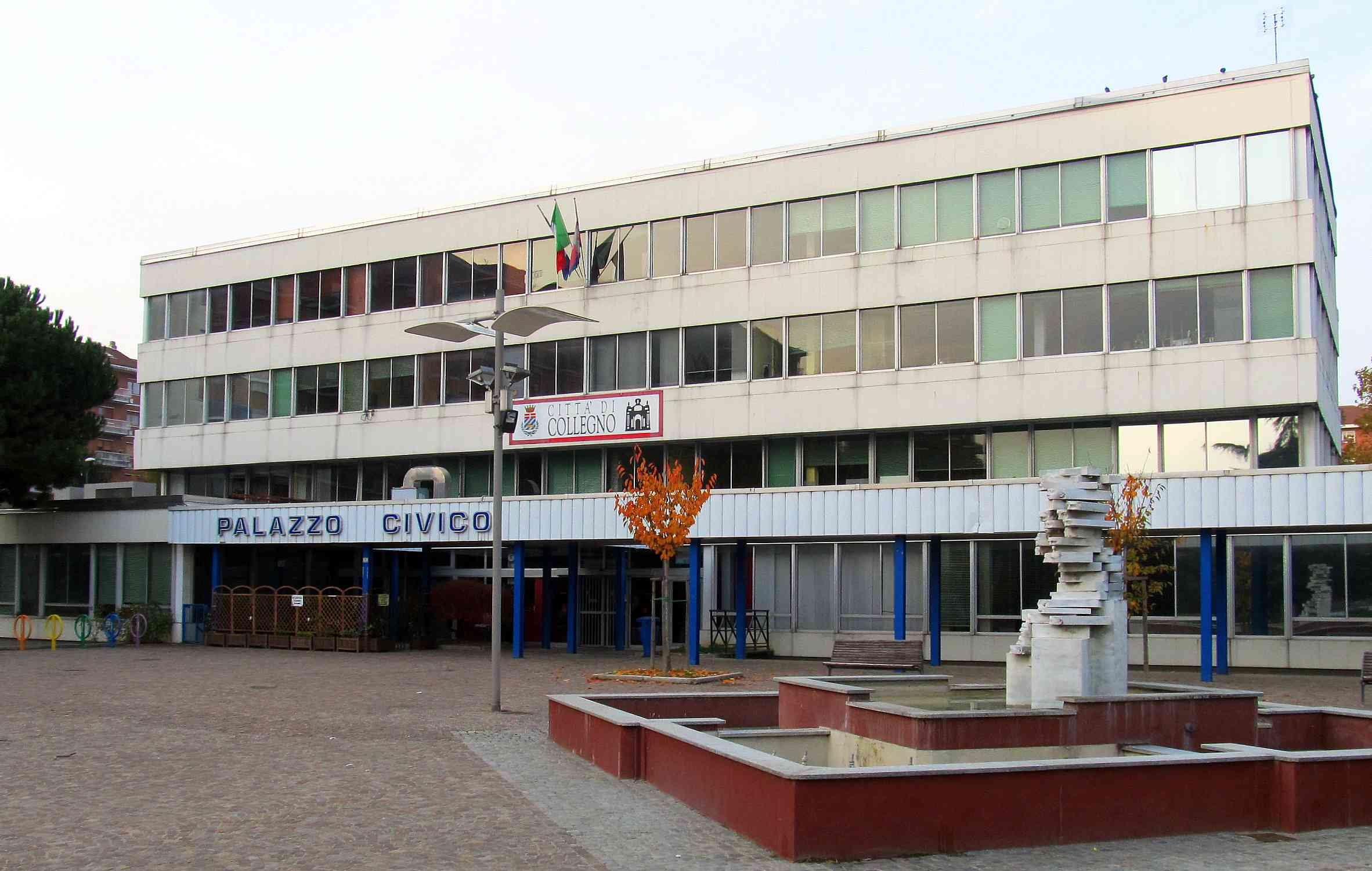

## Partnersteden
- Havířov (Tsjechië)
- Sarajevo (Bosnië en Herzegovina)